# Хоменко, Александр Дмитриевич

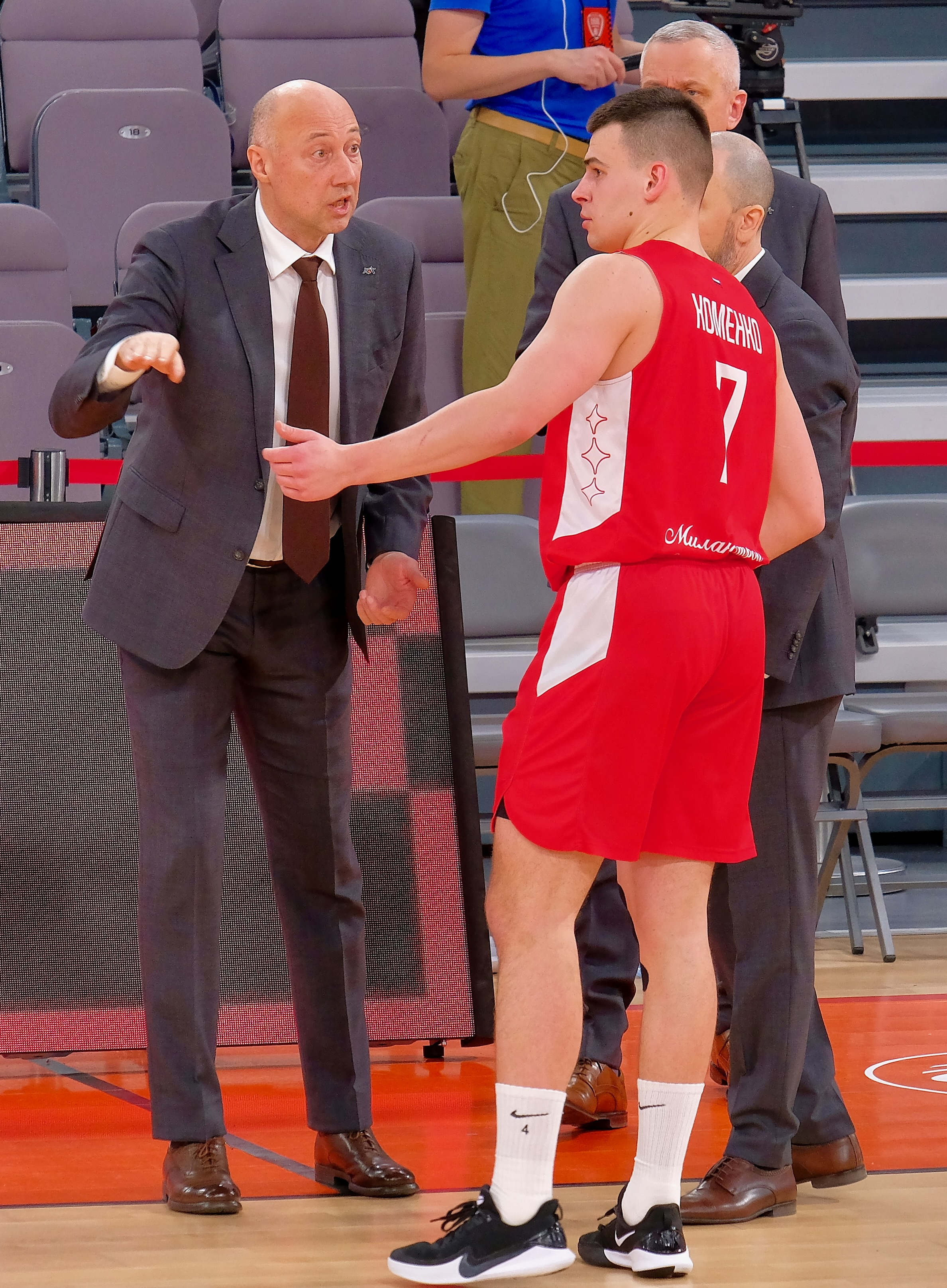
В составе МБА с главным тренером Василием Карасёвым (2024)

Алекса́ндр Дми́триевич Хоме́нко (род. 25 января 1999, Шебекино, Белгородская область) — российский профессиональный баскетболист, играющий на позиции разыгрывающего защитника.

## Карьера
Хоменко воспитанник белгородского баскетбола, первый тренер — Виктор Николаевич Швед. Жена Виктора Шведа работала в школе учителем физкультуры, где учился Александр, и предложила некоторым мальчикам из его класса пойти в баскетбольную секцию. Хоменко тогда уже занимался плаванием и не решился менять дисциплину. Но через месяц его мама уговорила Александра попробовать занятия баскетболом.
В 2014 году, по завершении социальной кампании «Команда мечты», организованного баскетбольным клубом ЦСКА и «Ростелеком», Хоменко получил приглашение в ДЮБЛ от тренерского штаба молодёжного проекта ЦСКА.
В июле 2017 года Хоменко подписал 3-летний контракт по схеме «2+1» с ЦСКА и продолжил выступления в составе фарм-клуба в Суперлиге-1.
5 октября 2018 года Хоменко дебютировал за основную команду ЦСКА в матче 1 тура Единой лиги ВТБ против «Енисея» (91:66). В этой игре Александр отметился 5 очками и 2 подборами.
В сезоне 2018/2019 Хоменко стал серебряным призёром Единой молодёжной лиги ВТБ, а также вошёл в символическую пятёрку «Финала восьми».
В сезоне 2019/2020 Хоменко провёл 1 матч в Единой лиге ВТБ, при этом был лидером ЦСКА-2. Его средние показатели в Суперлиге-1 составили 14,5 очка, 3,4 подбора, 3,1 передачи и 1,6 перехвата.
В июне 2020 года Хоменко подписал новый контракт с ЦСКА по схеме «2+1».
В июле 2022 года Хоменко перешёл в МБА.
В июле 2024 года Хоменко подписал 2-летний контракт с «Нижним Новгородом».
В сезоне 2024/2025 Хоменко стал серебряным призёром Кубка России.

## Сборная России
Перед заключительными матчами квалификации чемпионата мира 2019 года со сборными Болгарии и Финляндии Хоменко получил приглашение на сбор национальной команды России, но в окончательную заявку команды не попал.
В мае 2019 года Хоменко был вызван в молодёжную сборную России (до 20 лет) для подготовки к Чемпионату Европы U20 в дивизионе «B». По итогам тренировочных сборов и международных турниров в Македонии и Нижнем Новгороде, Александр вошёл в окончательную заявку молодёжной сборной России для участия в турнире. Заняв 4 место, игрокам сборной не удалось выполнить задачу по возвращению команды в дивизион А: в матче за 3 место сборная России уступила Бельгии (80:88). На этом турнире Хоменко в среднем набирал 10,0 очка, 3,4 подбора, 4,0 передачи и 2,0 перехвата.
В июне 2019 года Хоменко был включён в список кандидатов на участие в сборе перед чемпионатом мира-2019.
В ноябре 2021 года Хоменко был включён в расширенный состав сборной России для участия в подготовке к матчам квалификации Кубка мира-2023 со сборными Италии и Исландии.
В феврале 2021 года Хоменко был вызван на сбор национальной команды для подготовки к двум матчам квалификации Кубка мира-2023 со сборной Нидерландов.
В июне 2022 года Хоменко принял участие в Открытом лагере РФБ для кандидатов в сборную России не старше 25 лет, проходящих в возрастные рамки для участия в студенческих соревнованиях.

## Достижения
- Чемпион Единой лиги ВТБ (2): 2018/2019, 2020/2021
- Серебряный призёр Единой лиги ВТБ: 2021/2022
- Обладатель Суперкубка Единой лиги ВТБ: 2021
- Чемпион России (2): 2018/2019, 2020/2021
- Серебряный призёр России: 2021/2022
- Серебряный призёр Кубка России: 2024/2025
- Чемпион Единой молодёжной лиги ВТБ (3): 2015/2016, 2016/2017, 2017/2018
- Серебряный призёр Единой молодёжной лиги ВТБ: 2018/2019
- Чемпион ДЮБЛ (2): 2015/2016, 2016/2017
- Серебряный призёр ДЮБЛ: 2014/2015